# 薩皮利卡區
4°46′45″S 79°58′56″W / 4.7793°S 79.9823°W
薩皮利卡區（西班牙語：Distrito de Sapillica），是秘魯的一個區，位於該國西北部皮烏拉大區的阿亞瓦卡省，始建於1946年2月23日，面積267.1平方公里，海拔高度1,466米，2005年人口11,032，人口密度每平方公里41人。